# Louden Up Now
Louden Up Now es el segundo álbum del grupo musical !!!. Fue publicado en 2004 por Warp Records en Europa y por Touch and Go en Estados Unidos y Canadá. Fue precedido en 2003 por el sencillo rompepistas Me and Giuliani Down by the Schoolyard, canción incluida en el álbum además del otro sencillo Hello? Is This Thing On.
Pese a que el disco anterior había pasado prácticamente inavertido por crítica y público, este fue mucho mejor acogida por ambos gracias en parte a la fama de las discográficas que lo publicaban y a la fiebre post-punk que se vivía por entonces.

## Lista de canciones
1. "When the Going Gets Tough, the Tough Get Karazzee" – 6:17
2. "Pardon My Freedom" – 5:51
3. "Dear Can" – 4:37
4. "The King's Weed" – 1:19
5. "Hello? Is This Thing on?" – 7:33
6. "Shit Scheisse Merde (part 1)" – 5:06
7. "Shit Scheisse Merde (part 2)" – 6:10
8. "Me and Giuliani Down by the Schoolyard" – 9:03
9. "Theme from Space Island" – 2:31
10. "Shit Scheisse Merde (part 1) [Special !!! Instrumental Mix]" – 4:40 (sólo en la versión en CD)

- Datos: Q2610888